# Norra Gällsjön
Norra Gällsjön är en sjö i Härjedalens kommun och Orsa kommun i Dalarna och ingår i Dalälvens huvudavrinningsområde. Sjön är 15,7 meter djup, har en yta på 0,772 kvadratkilometer och befinner sig 583,1 meter över havet. Sjön avvattnas av vattendraget Gällsjöbäcken. Vid provfiske har bland annat abborre, elritsa, lake och röding fångats i sjön.

## Delavrinningsområde
Norra Gällsjön ingår i det delavrinningsområde (683124-142800) som SMHI kallar för Ovan 682969-143117. Medelhöjden är 614 meter över havet och ytan är 15,13 kvadratkilometer. Det finns inga avrinningsområden uppströms utan avrinningsområdet är högsta punkten. Gällsjöbäcken som avvattnar avrinningsområdet har biflödesordning 3, vilket innebär att vattnet flödar genom totalt 3 vattendrag innan det når havet efter 446 kilometer. Avrinningsområdet består mestadels av skog (82 procent). Avrinningsområdet har 0,78 kvadratkilometer vattenytor vilket ger det en sjöprocent på 5,5 procent.

## Fisk
Vid provfiske har följande fisk fångats i sjön:
- Abborre
- Elritsa
- Lake
- Röding
- Öring